# Langgrün
Langgrün is een  dorp in de Duitse gemeente Gefell in het Saale-Orla-Kreis in Thüringen. Het dorp wordt voor het eerst genoemd in een oorkonde uit 1302.  Tot 1997 was Langgrün een zelfstandige gemeente. In dat jaar werd het samen met een aantal andere kleine gemeenten in de omgeving bij Gefell gevoegd.